# 알카라스의 여름
《알카라스의 여름》(Alcarràs)은 2022년 개봉한 스페인, 이탈리아의 드라마 영화이다. 카를라 시몬이 감독과 공동각본을 맡았다. 제72회 베를린 영화제(2022년) 황금곰상 수상작이며, 해당 상을 수상한 최초의 카탈루냐어 작품이다.

## 줄거리
스페인 카탈루냐 지역의 알카라스 마을을 배경으로, 전통적인 복숭아 농사를 짓는 솔레 가족의 이야기가 펼쳐진다. 이들의 삶은 태양광 패널 설치 계획으로 인해 위기에 직면한다. 오랜 시간 동안 복숭아 과수원을 일궈온 가족은 갑작스러운 변화 앞에서 갈등하게 되고, 가족 구성원 각자의 입장 차이가 드러나면서 이야기가 전개된다. 농업 활동의 쇠퇴라는 현실적인 문제와 가족 간의 복잡한 감정들이 섬세하게 그려지며, 사라져가는 전통과 변화의 갈림길에서 고뇌하는 가족의 모습이 중심 줄거리를 이룬다.

## 출연
- 조르디 푸욜 돌세트 - 키메트 역
- 아나 오틴 - 돌로르스 역
- 셰니아 로세트 - 마리오나 역
- 알베르트 보슈 - 로저 역
- 에네트 조우노우 - 이리스 역
- 조세프 아바드 - 로헬리오 역
- 몬체 오로 - 나티 역
- 카를레스 카보스 - 시스코 역
- 베르타 피포 - 글로리아 역